# Aechmea drakeana
Aechmea drakeana là một loài thực vật có hoa trong họ Bromeliaceae. Loài này được André mô tả khoa học đầu tiên năm 1888.

## Hình ảnh

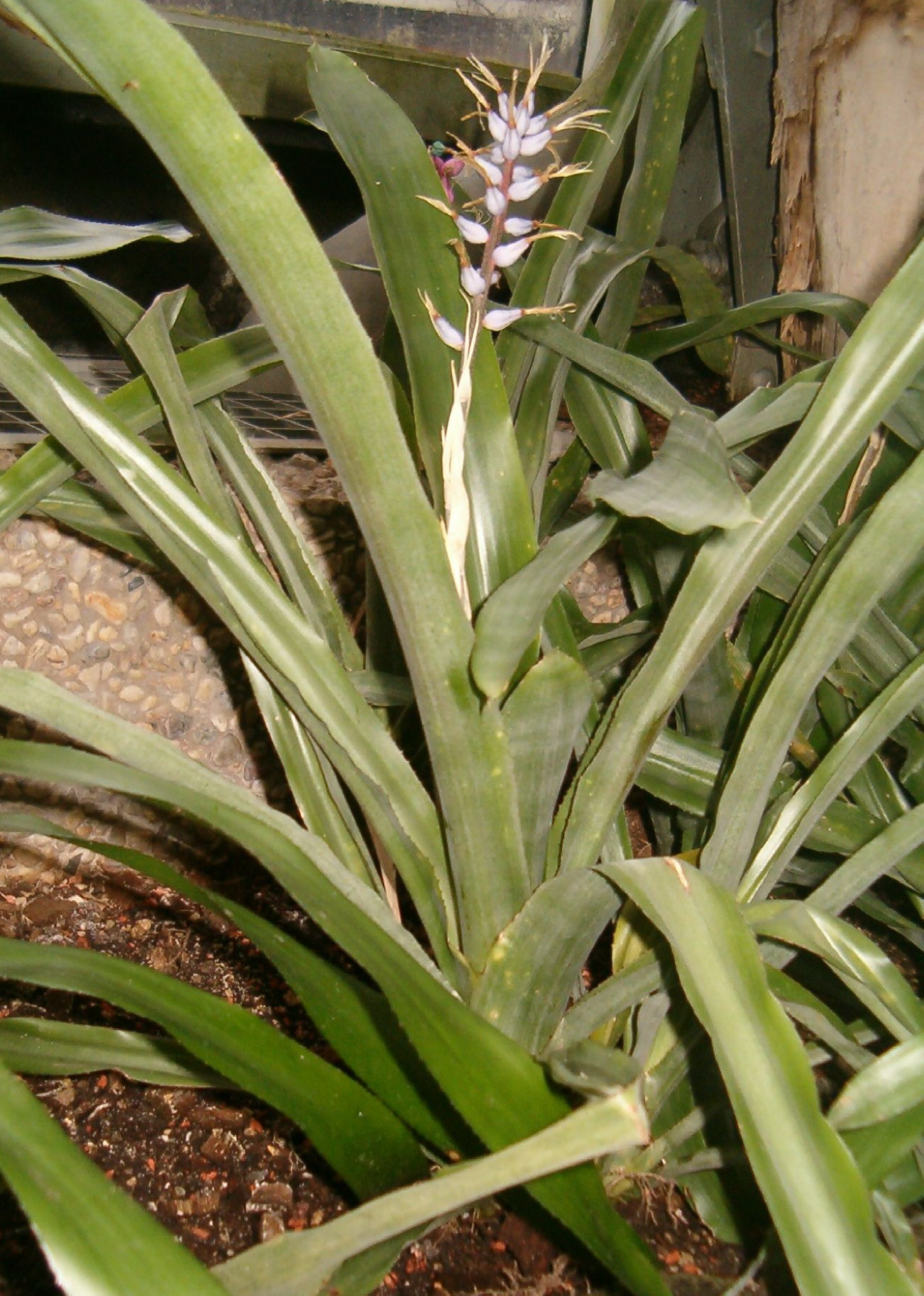